# پینیون پاینز (آریزونا)
پینیون پاینز (به انگلیسی: Pinion Pines) یک منطقهٔ مسکونی در ایالات متحده آمریکا است که در آریزونا واقع شده‌است. پینیون پاینز ۳٫۸۹ کیلومتر مربع مساحت و ۴٬۲۸۲ نفر جمعیت دارد و ۱٬۵۴۹ متر بالاتر از سطح دریا واقع شده‌است.